# Висячие попугайчики
Висячие попугайчики (устар. «попугаи-нетопыри», лат. Loriculus) — род птиц из семейства Psittaculidae.

## Внешний вид
Длина тела от 10 до 16 см. Оперение густое и жёсткое. Окраска в основном зелёная с красными и синими пятнами на голове. Надхвостье всегда красного цвета. Хвост короткий, прямосрезанный, длина хвоста равна длине крыла или чуть короче. Ноги сильные, но короткие. Клюв слабый, длинный и сжат с боков.

## Распространение
Обитают на Зондских островах, Филиппинах, архипелаге Бисмарка, в Индии, Новой Гвинее.

## Образ жизни
Населяют многоярусные тропические леса. Живут большими стаями. Название они получили потому, что отдыхают и спят в висячем положении на ветвях деревьев вниз головой, как летучие мыши. При приближении врага и дрожании ветви-присады у попугаев раскрываются пальцы лапок, и они падают вниз, на лету раскрывая крылья и успешно скрываясь от преследователя. Прекрасно лазают по деревьям и хорошо бегают по веткам. Питаются ягодами, фруктами, нектаром цветов. Очень хорошо поют.

## Размножение
Гнёзда строят в дуплах деревьев.

## Содержание
Их успешно разводят в зоопарках Европы и США.

## Классификация
Международный союз орнитологов относит к роду 15 видов:
- Loriculus vernalis (Sparrman, 1787) — Весенний висячий попугайчик
- Loriculus beryllinus (Pennant, 1781) — Цейлонский висячий попугайчик
- Loriculus philippensis (Statius Müller, 1776) — Филиппинский висячий попугайчик
- Loriculus camiguinensis Tello, Degner, J. M. Bates & Willard, 2006
- Loriculus bonapartei Souancé, 1856
- Loriculus galgulus (Linnaeus, 1758) — Серендак
- Loriculus stigmatus (S. Müller, 1843) — Сулавесский красношапочный висячий попугайчик
- Loriculus amabilis Wallace, 1862 — Молуккский висячий попугайчик
- Loriculus sclateri Wallace, 1863
- Loriculus catamene Schlegel, 1871
- Loriculus aurantiifrons Schlegel, 1871 — Золотолобый висячий попугайчик
- Loriculus tener P. L. Sclater, 1877
- Loriculus exilis Schlegel, 1866 — Сулавесский зелёный висячий попугайчик
- Loriculus pusillus G. R. Gray, 1859 — Желтогорлый висячий попугайчик
- Loriculus flosculus Wallace, 1864 — Флоресский висячий попугайчик